# Georg Bernhard Bilfinger
Georg Bernhard Bilfinger (Cannstatt, 23 de enero de 1693-Stuttgart, 18 de febrero de 1750) fue un filósofo, matemático, estadista y teólogo alemán, autor de tratados de diversas temáticas. Su pensamiento se adscribe a la filosofía leibniziano-wolffiana, situada en un término medio entre los postulados filosóficos de Gottfried Leibniz y Christian Wolff, y cuyo nombre fue acuñado por el mismo Bilfinger.
Entre sus principales obras filosóficas se encuentran Specimen doctrinae veterum Sinarum moralis et politicae; De harmonia animi et corporis humani, maxime praestabilita, ex mente illustris Leibnitii, commentatio hypothetica; De origine et permissione mali, praecipue moralis, commentatio philosophica; y Dilucidationes philosophicae de Deo, anima humana, mundo, et generalibus rerum affectionibus.

## Obra
- De harmonia animi et corporis humani, maxime praestabilita, ex mente illustris Leibnitii, commentatio hypothetica : accedunt solutiones difficultatum ab eruditissimis viris … Foucherio, Baylio, Lamio, Tourneminio, Newtono, Clarkio atque Stahlio motarum. Fráncfort y Leipzig: Mezlerum, 1723.

- Dilucidationes de Deo, anima humana, mundo et generalioribus rerum affectibus. Tubinga: Cottae, 1725 (reeditado en 1740, 1763 y 1768).
- Elementa physices. Accedunt eiusdem meditationes mathematico-physicae in commentariis … cum disquistione de vampyris. Lepzig: Richter, 1742.
- Varia in fasciculos collecta / sumptibus filiorum Beati Christophori Erhardti. Stuttgart, 1743.
- Supplement aux maximes ordinaires de la fortification 1750
Aus dem Französischen ins Deutsche übersetzt von Andreas Böhm unter dem Titel: Zusätze zu den gewöhnlichen Maximen der Befestigungskunst. In: Magazin für Ingenieur und Artilleristen / ed. de Andreas Böhm, v. 1. Gießen: Krieger, 1777, p. 1–26.